# Frank Lebœuf
Frank Leboeuf, mais conhecido como Franck ou Lebœuf (Bouches-du-Rhône, França, 22 de janeiro de 1968), é um ex-futebolista francês que atuava como zagueiro.

## Carreira
Durante sua carreira defendeu os clubes Stade Lavallois, Strasbourg, Chelsea, Olympique de Marseille, Al-Sadd e encerrou a carreira no Al-Wakrah.

## Seleção
Pela Seleção Francesa sagrou-se campeão da Copa do Mundo FIFA de 1998 e da Eurocopa 2000.
Na Final da Copa do Mundo FIFA de 1998 substituiu ao suspenso Laurent Blanc.

### Honrarias
Foi condecorado, juntamente com o restante dos jogadores, a Cavaleiro da Legião de Honra pelo presidente da França.

## Títulos
Strasbourg
- Copa Intertoto da UEFA: 1995

Chelsea
- Copa da Inglaterra: 1996–97, 1999–00
- Copa da Liga Inglesa: 1997–98
- Supercopa da Inglaterra: 2000
- Recopa Europeia: 1997–98
- Supercopa da UEFA: 1998

Al-Sadd
- Qatar Stars League: 2003–04

Al-Wakrah
- Sheikh Jassim Cup: 2004–05

França
- Copa do Mundo FIFA: 1998
- Copa das Confederações: 2001
- Eurocopa: 2000